# Mahi Khennane
Mahi Khennane (nascut el 21 d'octubre de 1936) és un exfutbolista franco-algerià que va representar tant a les seleccions nacionals de França com d'Algèria com a davanter. El 1967, va formar part del primer equip professional del FC Lorient, abans de tornar a Algèria.

## Palmarès

### Entrenador
GC Mascara
- Campió del Campionat d'Algèria: 1984